# Barbacoa-Sprachen
Die Barbacoa-Sprachen (benannt nach der Stadt Barbacoas in Kolumbien; engl. Barbacoan) sind eine indigene Sprachfamilie Südamerikas, die in Kolumbien und Ecuador verbreitet ist und aus sieben Einzelsprachen besteht (in eckigen Klammern ist jeweils der ISO 639-3-Code angegeben):
- Andaqui:
  - Andaqui [ana] (ausgestorben, ehemals in Kolumbien)
- Cayapa-Colorado:
  - Chachi [cbi] (ca. 3.500 Sprecher in Ecuador)
  - Colorado [cof] (ca. 2.300 Sprecher in Ecuador)
- Coconuco-Gruppe:
  - Guambiano [gum] (ca. 15.600 Sprecher in Kolumbien)
  - Totoro [ttk] (ca. 4 Sprecher in Kolumbien, Stand von 1998)
- Pasto-Gruppe:
  - Barbacoas [bpb] (ausgestorben, ehemals in Kolumbien)
  - Awa-Cuaiquer [kwi] (ca. 21.000 Sprecher in Kolumbien u. Ecuador)

Die Barbacoa-Sprachen sind möglicherweise mit dem Páez verwandt und bilden mit ihm die Familie Páez-Barbacoa.